# Vas de Warka

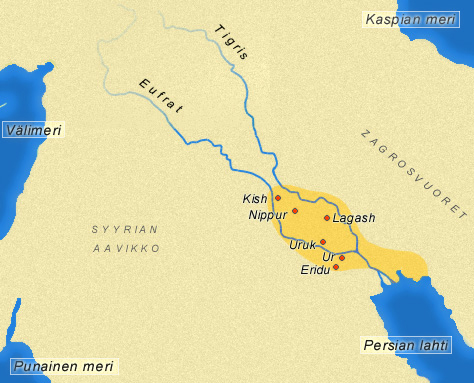
Zona d'influència de la civilització sumèria.

El vas sagrat de Warka, també anomenat "Gerro Sagrat de Warka" o Vas d'Uruk, és un atuell tallat d'alabastre, datat entre el 3300-3100 aC., elaborat en època de la civilització mesopotàmica, concretament a la regió del Sumer, que es va estendre pel sud de Mesopotàmia, a la zona dels rius Tigris i Eufrates (actual Iraq).
Concretament forma part del període d'Uruk, un període arqueològic de la història de Mesopotàmia comprès entre el 3800 aC. i el 3200 aC., en l'últim mil·lenni del Calcolític a la regió mesopotàmica.

## Descobriment
La peça va ser trobada l'any 1933-34 durant la sisena campanya d'excavacions dutes a terme per arqueòlegs alemanys, en el nivell IIIa-II del complex de temples dedicats a la deïtat sumèria Inanna; deessa de l'amor i la fertilitat i divinitat tutelar de l'antiga ciutat d'Uruk (Warka), situada prop de la ciutat de Samawa, 280 km al SSE de Bagdad a la província iraquiana d'Al Muthanna. Igual que la Paleta de Narmer de l'Antic Egipte, és una de les més antigues obres mestres supervivents de l'escultura narrativa en relleu.
La troballa es va registrar com a troballa número W14873 en el llibre de camp de l'expedició sota una entrada de data 2 de gener de 1929, amb el text Großes Gefäß aus Alabaster, ca. 96 cm hoch mit Flachrelief ("Gran contenidor d'alabastre, al voltant de 96 cm d'alçada amb relleus plans").

## Característiques

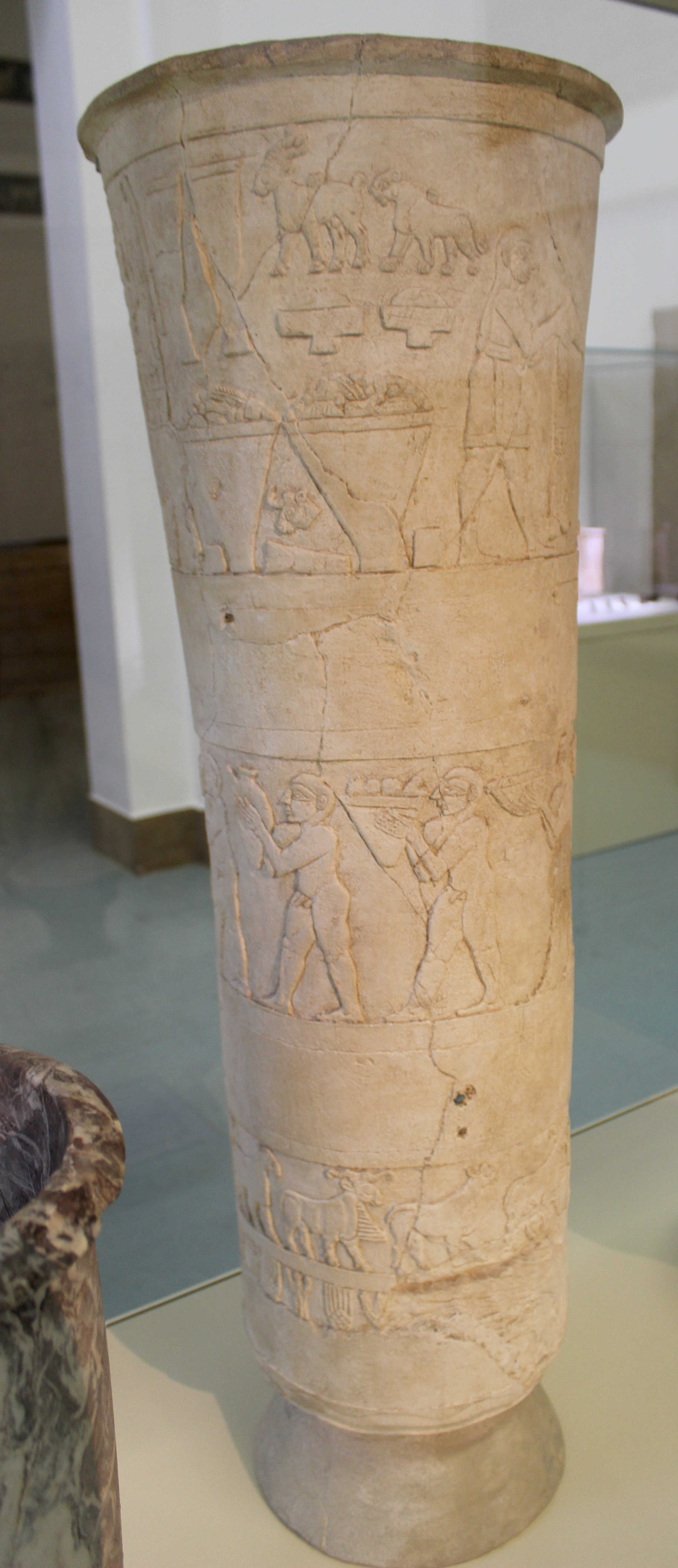
Còpia del Got de Warka, en el Museu de Pèrgam de Berlín

Les seves característiques són:
- Forma cilíndrica.
- Altura: 92 cm.
- Amplària: part superior 36 cm.
- Material: pedra d'alabastre.

## Decoració
Consta d'una base i quatre franges horitzontals, amb relleus que representen ofrenes en el temple de la deessa Inanna, relacionades amb l'agricultura.
A la base, ondulacions d'aigua, sovint, un ben escàs a la zona. Damunt, en la banda inferior, es mostren joncs silvestres i brots de plantes de gra, com si creixessin amb la cura dels seus agricultors, base de la Sumèria de l'època.
A la segona banda, immediatament damunt de l'anterior, una processó d'animals, ovelles i cabrits que eren la base dels ramats sumeris. La processó continua en la tercera banda, separada per un registre sense relleu i es representen homes nus que porten ofrenes en bols, gerres i cistelles. El curiós és que caminen en sentit contrari al dels animals.
A la banda superior, separada de l'anterior per un registre sense relleu, es representa una escena completa relativa a la reialesa dels governants i els déus. Ara, la processó ha acabat en el temple. A Inanna (o la seva sacerdotessa), que la hi reconeix perquè darrere d'ella, apareixen dos feixos de canyes (el seu símbol), una figura nua l'està oferint un bol de fruita i gra. Una figura amb roba cerimonial - probablement un rei-sacerdot - apareix davant ella, darrere de l'anterior personatge.
La importància del got és capital per a la història de la humanitat doncs narra per primera vegada en imatges una processó i els ritus associats al culte d'una divinitat. El governant, és mostrat com la persona més rellevant que es presenta davant Inanna o la seva sacerdotessa per demostrar la seva legitimitat i pietat durant el culte.

### Interpretacions
Des del seu descobriment a la dècada dels anys 30 del segle xx, el vas de Warka ha tingut diverses interpretacions: Henri Frankfort proposà que el vas mostrava la cerimònia del Matrimoni Sagrat entre el rei Dumuzi i la deessa Inanna, que asseguraria la fertilitat i l'abundància als camps.
En línies generals la decoració reflecteix les relacions entre els diferents elements de la societat i la cultura que inclouen el governant i els déus. Un univers que es reflecteix en forma jerárquica situant a l'estrat més baix l'agricultura i la ramaderia, puja fins als ofrenants i culmina amb les posicions més altes de la societat: el rei-sacerdot i la deessa.

## Saqueig
El vas de Warka va ser un dels milers d'objectes que van ser saquejats del Museu Nacional de l'Iraq durant la Invasió de l'Iraq del 2003. Va ser retornat, deteriorat, al mateix museu per tres iraquians durant un alto-el-foc, el 12 de juny de 2003.
Poc després del retorn del vas, dividit en 20 peces, es va anunciar que es restauraria.
La comparació d'un parell de fotografies donades a conèixer per l'Institut Oriental de Chicago, va mostrar un dany significatiu (després del seu retorn) a la part superior i inferior de la peça.
El Vas de Warka totalment restaurat (número de museu IM19606) es pot tornar a veure al museu de l'Iraq.